# Землетрясение в Виргинии (2011)
Землетрясение в Виргинии произошло 23 августа 2011 года в 13 часов 51 минуту по местному времени. Магнитуда составила 5.8 (Mw).

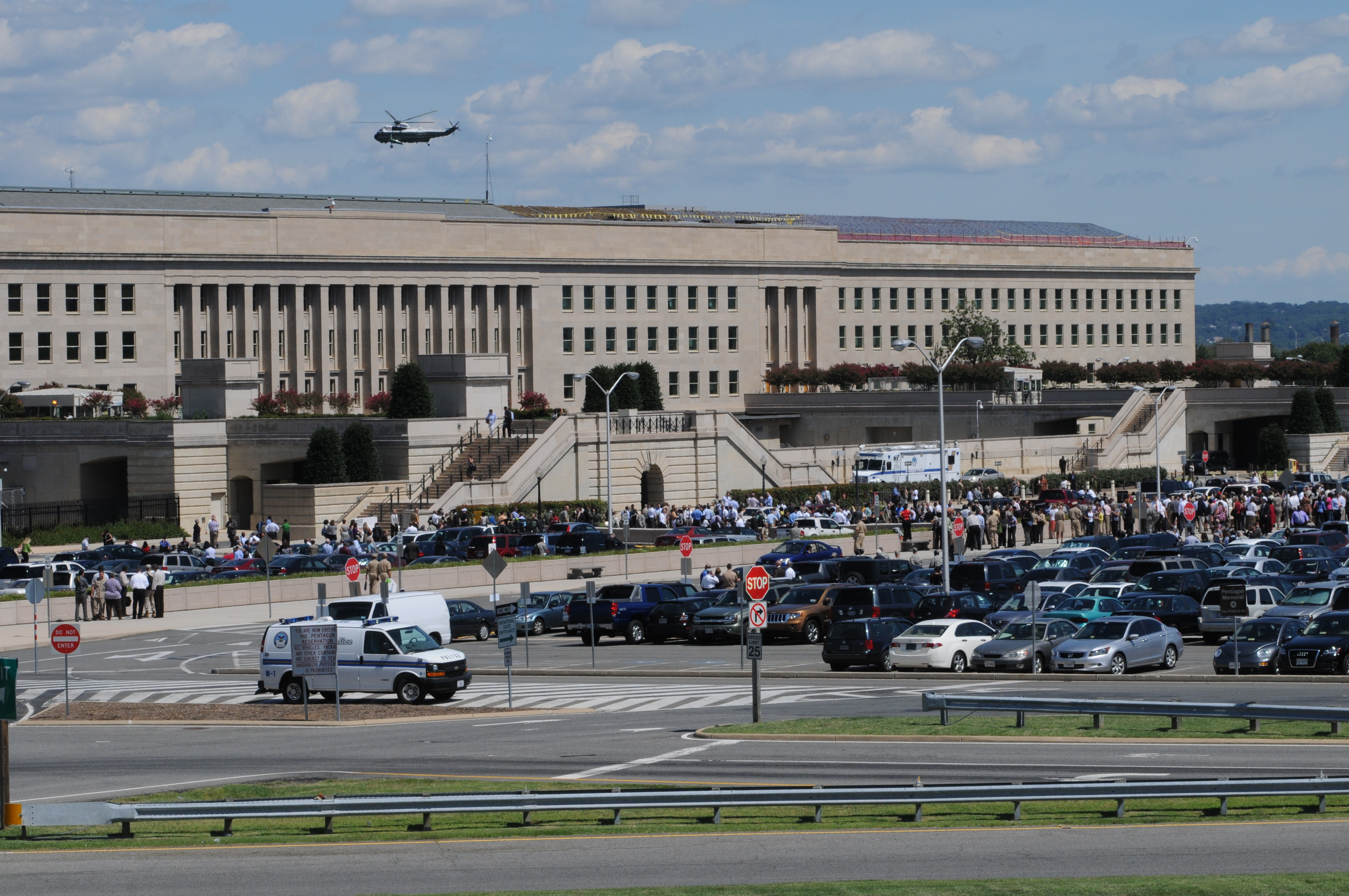
Эвакуация Пентагона после землетрясения

Согласно сообщению от USGS, эпицентр находился в 61 км к северо-западу от города Ричмонд, близ города Минерал. Толчки были зафиксированы приблизительно в 13:51 по местному времени в штатах Мичиган, Южная Каролина и Массачусетс, а также в канадской провинции Онтарио. Были эвакуированы здание Конгресса и Пентагон, а также здание ФБР в Нью-Йорке.

## Последствия

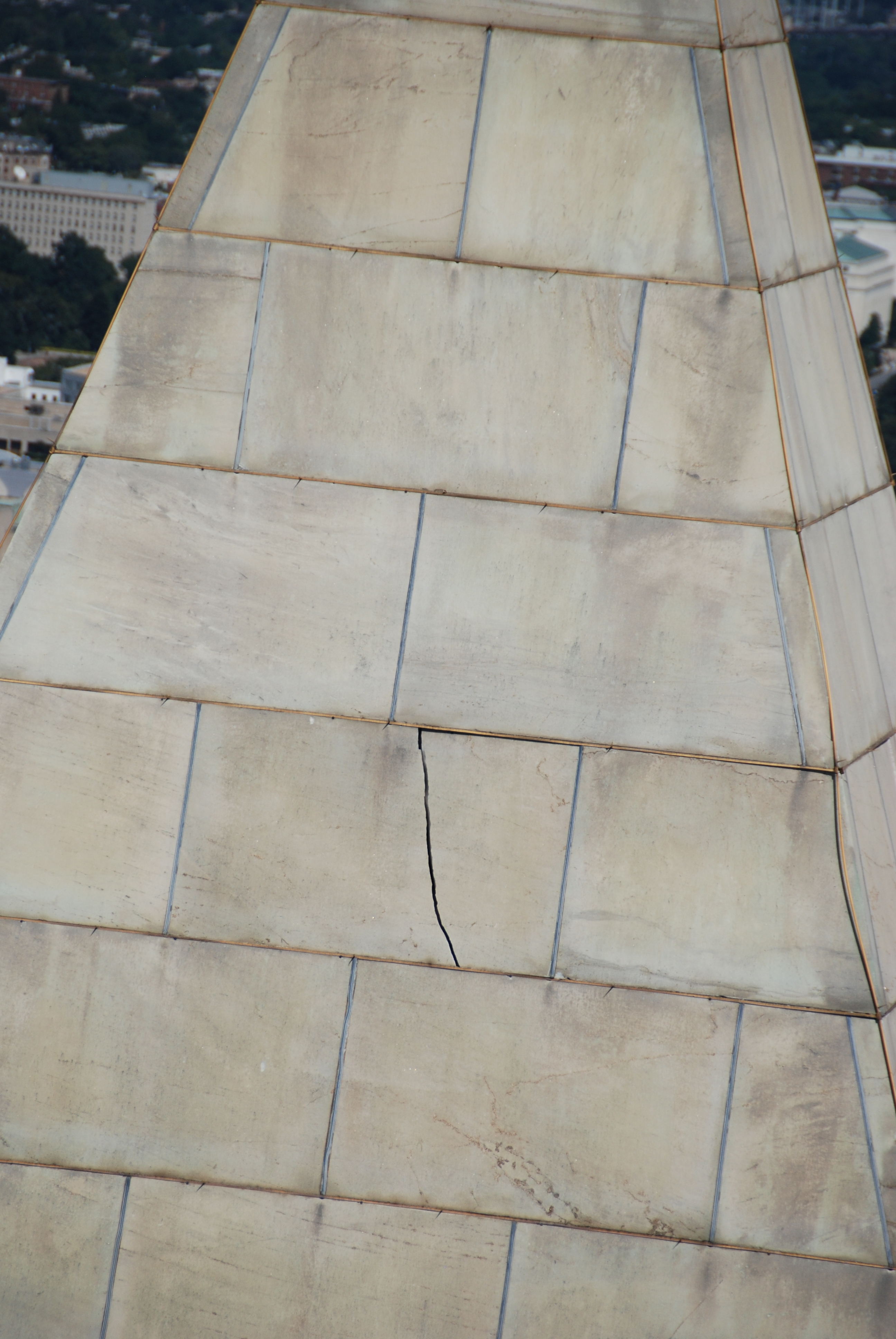
Повреждения монумента Вашингтону после толчков

В Виргинии были заглушены два ядерных реактора, а аэропорты Ньюарк Либерти и JFK в Нью-Йорке временно приостановили полёты.
Сообщается о повреждении зданий Пентагона, Вашингтонского кафедрального собора и аэропорта им. Рональда Рейгана, Монумента Вашингтону.
Произошедшее землетрясение стало самым сильным из когда-либо зарегистрированных в Виргинии и первым в истории землетрясением в округе Колумбия.